# مدرب السلحفاة
مدرّب السُّلحفاة (بالتركية: Kaplumbağa Terbiyecisi)‏ هي لوحة للرسام التركي عثمان حمدي بيك رسمها في عام 1906، ثم رسم إصدارةً أخرى منها في عام 1907. بيعت في عام 2004 لقاء مبلغ 3.5 ملايين دولار أمريكي.
تظهر اللوحة رجلاً عجوزاً يرتدي الزيّ التقليدي العثماني (قبل ظهور الطربوش، وقبل انتشار الزي الغربي في المنطقة بحلول نهاية القرن التاسع عشر)، وهو يحمل ناياً تقليدياً محاولاً أن يُدرِّب به مجموعةً من السلاحف الرَّابضة عند قدميه، وبحسب الباحثين الحديثين فإنَّها من فصيلة السلاحف مهمازية الورك.
رسم عثمان حمدي بيك هذه اللوحة في حقبة ثورانٍ اجتماعيَّة وسياسيَّة عنيفةٍ في الدولة العثمانية، إذ كانت الدولة تسير نحو الانهيار، ولم ينجح السلطان عبد الحميد الثاني (22 سبتمبر 1842 - 10 فبراير 1918) - وهو أحد آخر السلاطين العثمانيّين - بالخروج من هذه الأزمة. أخذت الدولة تتفكَّك تحت وطأة الضغط الداخلي والخارجي، وتمكَّنت القوى الغربيَّة في النهاية من تقسيمها في أعقاب الحرب العالمية الأولى. وتشير اللَّوحة - حسب الدارسين - بشكلٍ رمزيّ إلى هذه الأحداث، حيث تُصوِّر محاولات السلطان عبد الحميد الثاني لإحياء الدولة والخروج من أزماتها السياسية مثل محاولات شخصية عازف الناي لتدريب السلاحف.
رغم ذلك، فإنَّ هذا المعنى للوحة لم يتَّضح أو يُفهَم منها على نطاقٍ واسعٍ في حينها، إنَّما أخذت أهميُّتها تبرز في العقود اللاحقة لرسمها، حيث كانت نذيراً لثورة تركيا الفتاة في عام 1908، التي أنهت حكم السلطان المباشر في الدولة العثمانية ومهَّدت لسقوطها.